# 哈勒爾斯維爾 (北卡羅萊納州)
哈勒爾斯維爾（英語：Harrellsville）是一個位於美國北卡羅萊納州赫德福德縣的城鎮。

## 人口
根據2020年美國人口普查的數據，哈勒爾斯維爾的面積為0.75平方千米，皆為陸地。當地共有人口85人，而人口密度為每平方千米113人。